# أنطونيو ميرثيرو سانتوس
أنطونيو ميرثيرو سانتوس (بالإنجليزية: Antonio Santos Mercero)‏‏ (1969 في مدريد - ) كاتب سيناريو، وأستاذ جامعي، وكاتب، وكاتب تلفزيوني من إسبانيا.

## الجوائز
- جائزة بلانيتا[5]